# 2112年 ドラえもん誕生
- ドラえもん > 映画 > 原作短編 > 2112年 ドラえもん誕生

『2112年 ドラえもん誕生』（にせんひゃくじゅうにねん ドラえもんたんじょう）は、1995年3月4日に公開された『ドラえもん』の映画作品である。『ドラえもん のび太の創世日記』との同時上映作品。

## 概要
ドラえもんの生い立ちを描いた物語。ロボット工場で誕生した様子、未来での生活、20世紀への旅立ちまでが描かれている。これに加えて、1978年発表の短編漫画『ドラえもん誕生』を基に、原作者の藤子・F・不二雄が漫画『ドラえもん』を生み出すまでのストーリーも描かれている。
声の出演は、大山のぶ代・横山智佐・よこざわけい子・太田淑子・皆口裕子など。ナレーションを藤子・F・不二雄が務める。
本作によってドラえもんの複数の諸設定が改められ、過去の設定とは異なるものになったが、監督の米谷によると原作者の藤子・Fはそれまでに発表した設定や誕生に纏わるエピソードに矛盾があることについて不満があり、それらを整合させたいという意向が本作に反映されているという。

## 物語のあらすじ
1969年11月、漫画家・藤子・F・不二雄は学年誌での新連載漫画のアイデアが出ず困り果てていた。自宅の机で藤子は締め切りまでの時間のなさを嘆き「タイムマシンがあれば未来の自分からアイデアを盗めるのに」とつぶやく。
2112年9月3日、子守用ネコ型ロボットを生産していたマツシバ・ロボット工場の上空で、タイムパトロールが時間犯罪者・ドルマンスタイン一味を追跡していた。ドルマンスタイン一味はタイムワープを行い、その余波が電撃となり1体のロボット・ドラえもんに直撃。ドラえもんは衝撃で頭からネジが1本外れ、高い所から落ち、危うく焼却されそうになってしまう。その危機を救ってくれたダンシングロボット・ノラミャー子にドラえもんは一目惚れをする。
ロボット養成学校へ戻ったドラえもんは仲間と共に勉学などに勤しむが、ネジが1本外れたせいで他の仲間とは違い、勉強ができず体力もなくひみつ道具も上手く使えずと失敗の日々を送っていた。ある日、校長に呼び出されたドラえもんは、他とは違う個性を生かすためクラスの変更を命じられる。そのクラスには個性豊かなロボットたちが在籍し、その中にノラミャー子の姿もあった。偶然の再会を喜ぶ2体だったが、それを快く思わないジャイベエとスネキチにドラえもんは目を付けられてしまう。後日、ジャイベエとスネキチに四次元ポケットを取り上げられそうになるもノラミャー子に助けられる。
それから時は過ぎ、クラスメイトとは打ち解けたドラえもんだったが、養成学校卒業オーディションの前日に至っても成績の悪さだけは克服できていなかった。不安をもらすドラえもんにノラミャー子は「一生懸命さが長所」と励ましタイムポケットからドラ焼きを出しプレゼントする。そして、オーディション当日。クラスメイトたちが次々とスカウトされていき、ジャイベエとスネキチ、ノラミャー子も無事スカウトを受ける。ドラえもんも必死にひみつ道具を披露するがすべて失敗。しかし、時間切れとなる寸前、1人の赤ちゃんがボタンを押したことでドラえもんはオーディションに合格する。その赤ちゃん、セワシの家庭に行くと、すぐにそれは押し間違いによるものだと判明したが、セワシの懐き具合に両親はスカウトを取り消さず、ドラえもんをセワシの子守として迎え入れ、家族としての生活が始まった。
数年後、粘土でドラえもん人形を作っていたセワシは「人形の耳をドラえもんに似せたい」と仕上げをネズミロボットに頼む。するとロボットは「ドラえもん本体の耳を人形に似せる」と勘違いしドラえもんの耳をかじり、さらに修理に向かった病院でアクシデントにより医療ミスが発生し、ドラえもんの耳は完全になくなり、見舞いに来たノラミャー子にその頭を爆笑されてしまう。その上、ドラえもんは「元気の素」のつもりで間違って「悲劇の素」を飲み3日3晩泣き続けた結果、振動で全身の黄色いメッキが剥がれ声も枯れてしまった。そこへ妹ロボットの「ドラミ」が現れ、ドラえもんを探しに出たセワシが迷子になったことを告げる。ドラえもんは今度こそ元気を出そうとするが、またも間違って「デンコーセッカ」を飲んでしまい海上を走り出し暴走してしまう。その頃河原で座り込みドラえもんの心配をするセワシ。そこに冒頭でタイムパトロールから逃げるドルマンスタイン一味が現れ、セワシは人質にされてしまう。しかし、ドラえもんが飛行艇の噴出口に激突したことでセワシは解放され飛行艇は不時着、ドルマンスタイン一味をタイムパトロールが逮捕。以前とはまるで変わった姿や声にもかかわらずドラえもんだと気付き「前より格好良くなった」と話すセワシと、涙を流し再会を喜ぶドラえもん。だが、騒動で四次元ポケットをどこかに落としたことに気付く。そこへドラミとノラミャー子が合流。ノラミャー子はドラえもんの姿を見て爆笑するあまりに顎が外れてしまったことを引き合いに出してその時の一件について謝罪し、改めて惚れ直したことを明かす。
クリスマスの夜、セワシ家はドラえもんのクラスメイトで賑わっていた。セワシは完成した人形をドラえもんにプレゼントし、みんなでケーキを食べようとすると空から沢山の小さいドラえもんが振ってくる。驚くドラえもんたちの前にサンタに扮した校長が現れ、逃走犯逮捕に貢献したドラえもんを模して生産された特別記念のロボット・ミニドラだと説明する。さらにプレゼントとして新しい四次元ポケットを貰ったドラえもんは、校長のリクエストに答えひみつ道具「乾杯の種」を取り出しパーティを盛り上げた。
そしてドラえもんは、セワシへのクリスマスプレゼントとして、最も出来の悪いご先祖様の歴史を修正しセワシが幸せに暮らせるように、野比のび太を幸せにするためにタイムマシンで過去へ向かい彼に会いに行った。
再び、1969年11月。机の引き出しから飛び出たドラえもんに驚く藤子。しかしそれは夢であり、朝までうたた寝てしまったことを悔やむ藤子だが、床に置いてあった娘のおきあがりこぼし人形を見て、未来のネコ型ロボットがぐうたらな男の子を助けるため未来からやってくる『ドラえもん』という話を思いつく。

## 登場キャラクター
ドラえもん
声 - 大山のぶ代、横山智佐（黄色）
シリーズお馴染みの主人公。マツシバロボット工場にて大量生産型の子守用ネコ型ロボットとして誕生。しかしこの頃から不幸体質で生産中のトラブルで部品が一つ外れてしまったために、他のロボットとは違う個性を持ってしまい声と容姿が変わったことにも理由が本作で明らかにある。
黄色いドラえもん
青くなる前のドラえもん。体色が黄色で声が今より高く両耳があった。開発された時（ロボット養成学校にいた頃）は同じタイプのロボットが量産されている。
ドラミ
声 - よこざわけい子
子守用ロボットの補助役として開発されたドラえもんの妹ロボット。兄より優秀でしっかり者。兄と出会う前にセワシに会っており、迷子になったことをドラえもんに伝える。ドラえもんも初めて会った時「あんた誰？」と尋ねられている。
セワシ
声 - 太田淑子
赤ん坊の頃に偶然の出来事でドラえもんと出会い、それ以来の親友。ある日ドラえもんへのプレゼントとして粘土人形を製作中、誤って工作用ネズミロボットにドラえもんの耳をかじらせてしまう。後に先祖のドジや不幸体質のせいで貧乏なのを知ったドラえもんは彼が幸せに暮らせるように先祖であるのび太を助ける旅に出たことが明らかになった。
ノラミャー子
声 - 皆口裕子
ドラえもんの同級生であり、ネコ型ダンシングロボット。焼却炉に落ちそうになったドラえもんを助けたのが運命の出会い。失敗続きで落ち込むドラえもんを、ドラ焼きをあげて励ます。腹部のポケットは過去や未来のものを取り出せるタイムポケットになっている。また、原作のノラミャー子はドラえもんに近いデザインだったが、本作のノラミャー子はドラえもんよりも細身で長身、手足も長いため、原作とはデザインが大きく異なり、性格などドラえもんには親しげである。ダンスも一流でありオーディションでは多数のスカウトが来たほど。また、田中道明や三谷幸広による漫画版ではこれに近いデザインで描かれている。
初期設定では好みではないと別れたが本作は今のドラえもんも好みのタイプらしくますます惚れたが、その後の2人の仲は不明。2007年9月7日放送のドラえもん誕生日スペシャル「ドラえもんが生まれ変わる日」に登場した。
原作から大幅なデザインの改変がされたが、監督の米谷によれば新しいテイストを盛り込みたいというプロデューサーの別紙壮一の意向を汲んだ結果だといい、米谷がデザインした。
寺尾台校長
声 - 永井一郎
ロボット養成学校の校長。鋭い洞察力の持ち主。特別クラスへの編入を進めるなど、ドラえもんに対して様々なアドバイスを送る。また、他作品と比べて冗談好きな一面もあり、「出来損ないのロボットを焼却炉送りにしてやる」と言ってドラえもんをからかったこともある。一度ドラえもんを特別クラスの教室と間違えてごみ焼却炉に送ってしまった。物語終盤では、クリスマスプレゼントとしてドラえもんに新しい四次元ポケットをプレゼントした。藤子が手掛けたキャラクターの模様で当時放送中だったテレビシリーズや継続の2005年のシリーズにも登場している。
王ドラ
声 - 西原久美子
特別クラスの同級生で、後にドラえもんズのメンバーとなる。カンフーが得意。この頃はあがり症で女の子に弱い設定はない。
エル・マタドーラ
声 - 伊倉一寿
特別クラスの同級生で、後にドラえもんズのメンバーとなる。性格が正反対の王ドラとはこの頃からライバル同士だった。
ドラリーニョ
声 - 鈴木みえ
特別クラスの同級生で、後にドラえもんズのメンバーとなる。サッカーなら右に出る者はいない。
学生時代のドラえもんズの中で、セリフがなかったドラメッドを除き唯一、声が変わっていない。
ドラ・ザ・キッド

特別クラスの同級生で、後にドラえもんズのメンバーとなる。正義感が強く、早撃ちが得意なガンマン。この頃は今のような大食いではなかった。タイムパトロールにスカウトされる。
ドラニコフ

特別クラスの同級生で、後にドラえもんズのメンバーとなる。この頃から鳴くことしかできないので喋れないが、丸いものを見ると狼に変身する。映画監督に俳優としてスカウトされる。
ドラメッド三世
特別クラスの同級生で、後にドラえもんズのメンバーとなる。魔法の達人で、音楽でヘビを操るのが得意。ドラえもんズの中でデザインが変わっていない。
また、本作のドラえもんズで唯一セリフを発していない。
ジャイベエ
声 - たてかべ和也
特別クラスの同級生で、姿も性格もジャイアンに似た犬型ロボット。最初はドラえもんを良く思っていなかったが、いつの間にか仲良くなり、ドラえもんのオーディション合格では素直に祝福する姿を見せた。ジャイアン同様歌うことが好きだが下手。オーディションではジャイアン同様下手な歌を披露してしまうが、ドラえもんの助けでなんとか合格した。
スネキチ
声 - 肝付兼太
特別クラスの同級生で、姿も性格もスネ夫に似た鶏型ロボット。ただし、一人称は「おれ」である。ジャイベエと同様、最初はドラえもんを良く思っていなかったが、いつの間にか仲良くなっており、オーディションでもステージへ向かうドラえもんを励ましていた。オーディションでは緊張してしまうが、ジャイベエ同様ドラえもんの助けでなんとか合格した。
ロボ子
特別クラスの同級生。この映画では台詞はなく、どのようなキャラクターかも不明。
きびしいロボット先生
声 - 田中亮一
特別クラスの担任で、見た目・性格ものび太の学校の先生に似ている。かなり厳しい。
ドクター
声 - 松尾銀三
ドラえもんが耳を工作用ネズミロボットにかじられた時に治療に当たった医療ロボット。性格はひょうきんかつお調子者で口癖「〜からね」。不慮の事故で治療に失敗しドラえもんは耳を失う原因になり、その様を笑い飛ばして片付けようとしたり、気まずい雰囲気の中、「修理代タダでいいから」「オラ知らないから」と言って逃げ出すという無責任な医者。
TVスペシャルの「巨大ケーキ紛失事件」では王ドラからケーキを盗んだ犯人だと疑われたこともある。
セワシの父
のび太の子孫（のび太の曾孫であり、ノビスケの孫）。髭を生やしている。ドラえもん入札に関する手違いに困惑するも、ドラえもんに懐いたセワシを見て、彼を引き取ることにする。
セワシの母
声 - 佐久間レイ
夫同様、ドラえもん入札に関する手違いに困惑するも、ドラえもんに懐いたセワシを見て、彼を引き取ることにする。
ロボットオーディションの男性司会者
声 - 関智一
ロボット養成学校の卒業オーディションで司会を務めたマイクのようなロボット。他に司会を務めた女性のロボットがいる。
ロボットオーディションの女性司会者
ロボット養成学校の卒業オーディションで司会を務めた女性のロボット。
ドルマンスタイン
声 - 大塚周夫
タイム・パトロールから逃げ回る時間犯罪者。ドラえもん生産中のトラブルは、彼が飛行艇でタイム・スリップした時の時空間の衝撃によるものだった。元は『のび太の恐竜』の登場キャラクター。セワシを人質に取るも駆け付けたドラえもんによって失敗し、逮捕される。
黒男
声 - 広瀬正志
ドルマンスタインの相方。元は『のび太の恐竜』の登場キャラクター。
ミニドラ
ドラえもんがドルマンスタインらの逮捕に貢献したという手柄を称え、記念に大量生産された、ドラえもんと同じように耳がないタイプの小型ロボット。
緑色のミニドラ
ドラリーニョの相棒のミニドラ。
工作用ねずみロボット
ネズミ型のロボット。セワシが粘土のドラえもんの耳を修正するよう頼むも、誤って本物のドラえもんの耳をかじってしまう。これが原因でドラえもんはネズミ恐怖症となった。
藤子・F・不二雄
声 - 矢田稔、藤子・F・不二雄（ナレーション）
本名は藤本弘。後に『ドラえもん』の作者となる漫画家（作中の1969年当時のペンネームは「藤子不二雄」）。新しい連載漫画のアイデアが固まらず、困り果てている。
原作にあたる短編漫画『ドラえもん誕生』では、藤子スタジオ（1966年2月22日設立）で当時のパートナーである安孫子素雄（後の藤子不二雄Ⓐ）と相談するシーンやスタジオで並んで作業する様子が描かれていたが、今作では安孫子に関するシーンは全てカットされ、スタジオ内の描写では安孫子の机が無く、藤本とアシスタントたちの机だけが描かれている。
藤子・F・不二雄の妻
声 - 佐々木るん
帰宅した夫を出迎える。台詞はないが、2人の子供も登場。
野比のび太、 源静香、 骨川スネ夫、剛田武（ジャイアン）
台詞はないが、エンディング映像に登場。現代にやってきたドラえもんのミスによりひみつ道具で散々目に遭いながらも、タケコプターで機嫌を直す。

## スタッフ
- 原作 - 藤子・F・不二雄
- 監督・脚本 - 米谷良知
- 作画監督 - 高倉佳彦
- 美術監督 - 明石聖子
- 撮影監督 - 熊谷正弘
- 録音監督 - 浦上靖夫
- 音楽 - 宮崎慎二
- 編集 - 岡安肇
- 演出 - 善聡一郎
- 動画チェック - 中村久子、小山明美
- 色指定 - 照屋美和子
- 原画 - 林静香、佐々木正勝、関修一、末吉裕一郎、細井信宏、嶋津郁雄、小山明美、片岡恵美子
- 動画 - 佐々木智宏、松本英将、高津元弘、針金屋英郎、小林正義、中川政浩、奈良岡光、松田章子、小野塚香子、松尾真理、溝口公
- 仕上 - 醍醐玲子、前野泉、相原明子、金内順子、安斉直美、大平紀子
- 特殊効果 - 土井通明
- 背景 - 天水勝、土師勝弘、中村隆、岡部真由美、竹内恵、松川実早圃
- 撮影 - 角原幸枝、山田廣明、倉田佳美、木次美則、鈴木浩司、金子仁
- エリ合成 - 旭プロダクション
- 編集 - 小島俊彦、中葉由美子、村井秀明、川崎晃洋、三宅圭貴
- 効果 - 松田昭彦（フィズサウンドクリエイション）
- 録音スタジオ - APUスタジオ
- 整音 - 大城久典
- 録音制作 - オーディオプランニングユー
- 技術協力 - 森幹生
- タイトル - 道川昭
- 現像 - 東京現像所
- 制作デスク - 齋藤敦、小倉久美
- プロデューサー - 別紙壮一、増子相二郎、小泉美明、木村純一
- 制作協力 - 藤子プロ、ASATSU
- 制作 - シンエイ動画、小学館、テレビ朝日

## 作品
本作ではこれまで曖昧だったドラえもんの設定が明確にされた。一方で、過去に発表された『ドラえもん百科』などに記載の情報と、本作で描かれるものには違いが多くあり、無かったことにされたものまである。テレビアニメ『ドラえもん』（第2作第1期）でこの作品を公式設定としており、藤子・F本人も「本作が決定版です」「もう二度と変えませんから信じてくださいね」と太鼓判を押している。ただし2005年4月のリニューアル以降の『ドラえもん』（第2作第2期）では本作で描かれたデザインおよび整えられた設定はおおよそ引き継がれていない。
作品冒頭・結末の、藤子・F・不二雄が『ドラえもん』を生み出すまでの挿話部分は、制作秘話の映像化としてテレビ番組などで抜粋されることが多い。1996年に藤子・Fが亡くなった直後には、テレビ朝日を含む各局のワイドショーで映像が使われた。葬儀・告別式が行われた9月29日に『ザ・スーパーサンデー』で追悼放送された『のび太の日本誕生』では、本放送が始まる前にこの部分が一部編集され放送された。
2024年3月3日に『藤子・F・不二雄生誕90周年記念 映画併映作傑作選』のラインナップに加えられ、Amazonプライムビデオで動画配信される。それ以前はVHS・DVDで視聴が可能だった。

## 漫画

### 藤本による漫画作品
映画は、藤本によって描かれた下記の作品を組み合わせて膨らませた内容になっている。
ドラえもん大事典（1975年）
ドラえもんの大ひみつ（1975年）
ドラえもん誕生（1978年）
映画とは一部描写が異なる（「ドラえもん#誕生の経緯」も参照）。

### 映画の公開時に執筆された漫画作品
映画原作 2112年ドラえもん誕生（1995年）
映画の公開に先駆けて『コロコロコミック』1995年3月号（2月15日発売）に掲載。作画は三谷幸広。

### 後年執筆された漫画作品
ダイジェストストーリー 2112年ドラえもん誕生（2001年）
2001年6月18日に小学館より刊行された書籍『決定版 ドラえもん大事典』に掲載された描き下ろし漫画。作画はいそほゆうすけ。映画のストーリーを基に、のび太がドラえもん誕生からのエピソードを時間旅行で見巡るという内容。

## 主題歌
エンディングテーマ「ぼくドラえもん2112」
作詞 - 藤子・F・不二雄 / 作曲・編曲 - 菊池俊輔 / 唄 - 大山のぶ代、こおろぎ'73
劇中歌「愛しのニャーオ」
作詞 - 吉元由美 / 作曲・編曲 - 菊池俊輔 / 唄 - 横山智佐
劇中歌「ハロー!ドラミちゃん」
作詞 - 吉元由美 / 作曲・編曲 - 菊池俊輔 / 唄 - 山野さと子（コロムビアレコード）

## 関連作品
藤子・F・不二雄ミュージアム 短編アニメ『ドラえもん誕生』（2020年）
藤子・F・不二雄ミュージアム内施設「Fシアター」の上映作品。原作漫画『ドラえもん誕生』にほぼ沿う形でアニメ化された。